# EXOC8
Thành phần phức hệ exocyst 8 (tiếng Anh: Exocyst complex component 8) là protein ở người được mã hóa bởi gen EXOC8.

## Tương tác
EXOC8 có khả năng tương tác với RALB.